# 祝三多廟
22°59′19″N 120°12′46″E / 22.988605°N 120.212817°E

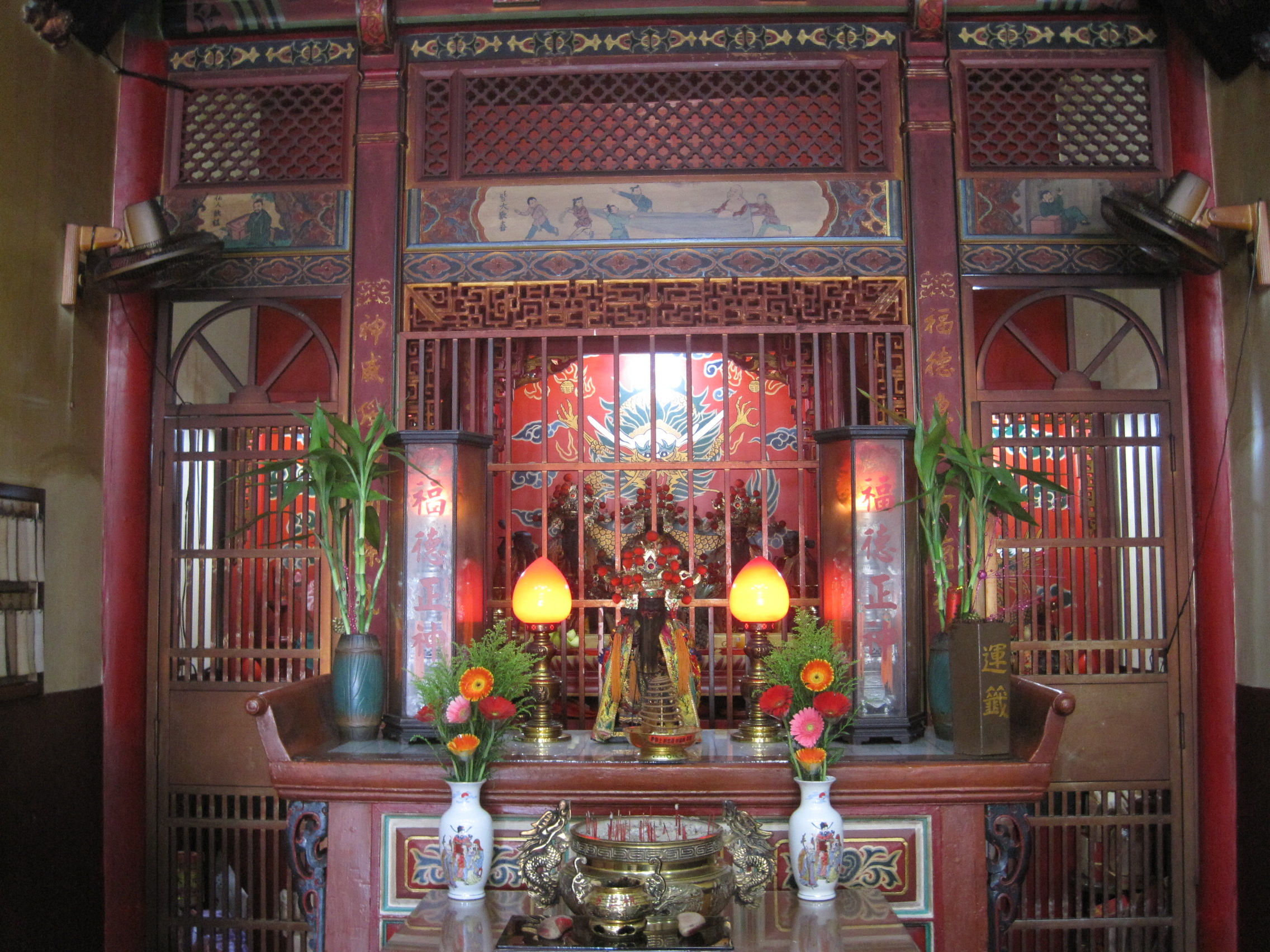
祝三多廟內部

祝三多廟位於臺灣臺南市東區，主祀福德正神，是臺灣府城聯境八協境的組成廟宇之一。廟名的「祝三多」，指的是祈求「多富、多壽、多男子」，典出《莊子》一書，又有一說指的是求「福、祿、壽」。廟宇所在的東門路，從鐵道以東到彌陀寺西側約20公尺處的路段，過去曾被稱為「祝三多街」。

## 沿革
祝三多廟據說創建於清康熙五十六年（1717年），是地方信眾集資所建的廟宇，於王必昌《重修臺灣縣志》中有記載。原址在今東門路鐵道之西側，道光廿三年（1843年）因舊廟年久失修，遂東遷於今址重建。該次重修留有「重修祝三多福德祠碑記」，而根據記載，雖然該廟在該年便已建好，但因為「非歲時不利于坐向，即月令不合于總董」，所以一直到咸豐五年（1855年）才舉行建醮。

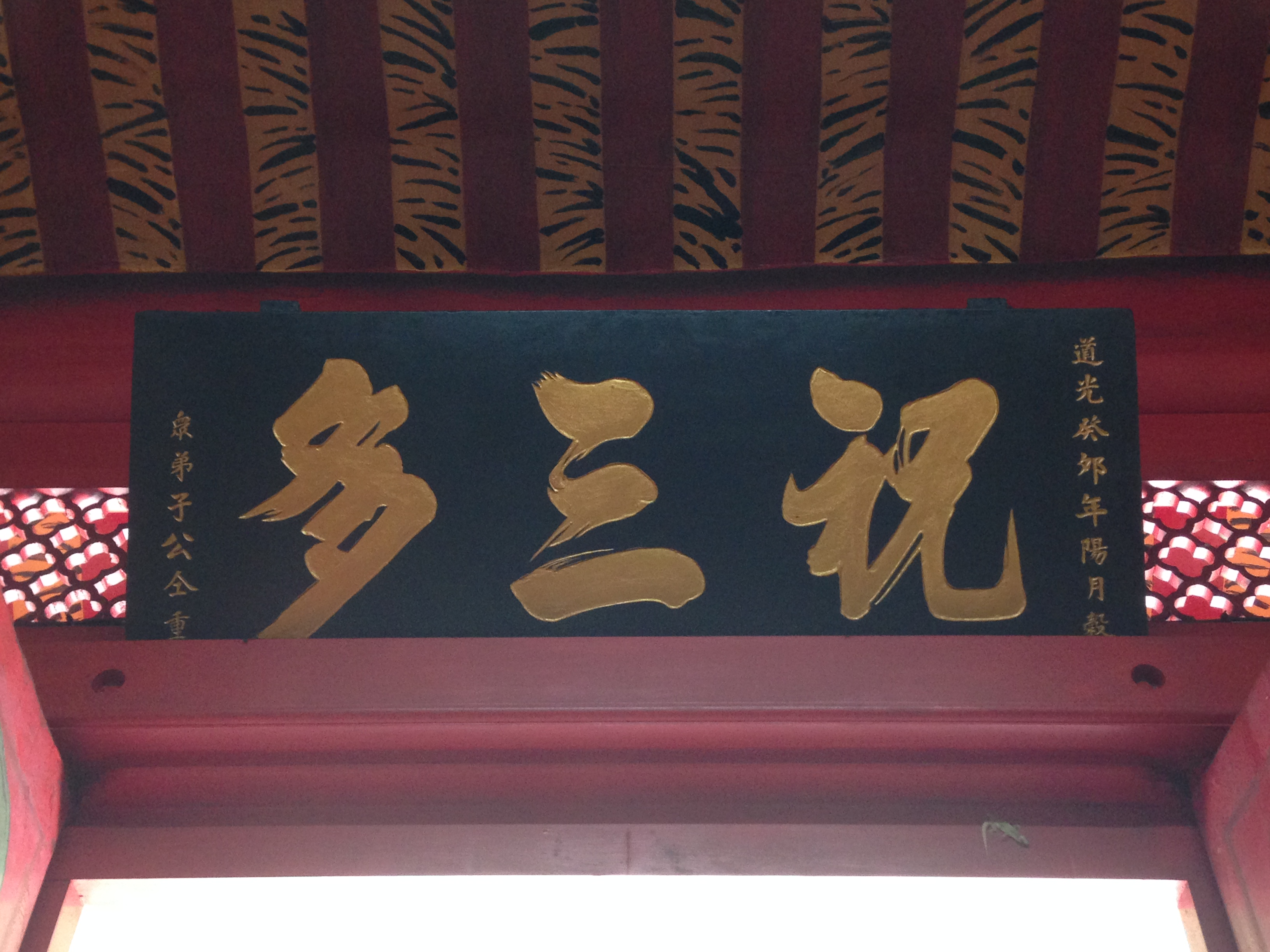
祝三多廟匾額

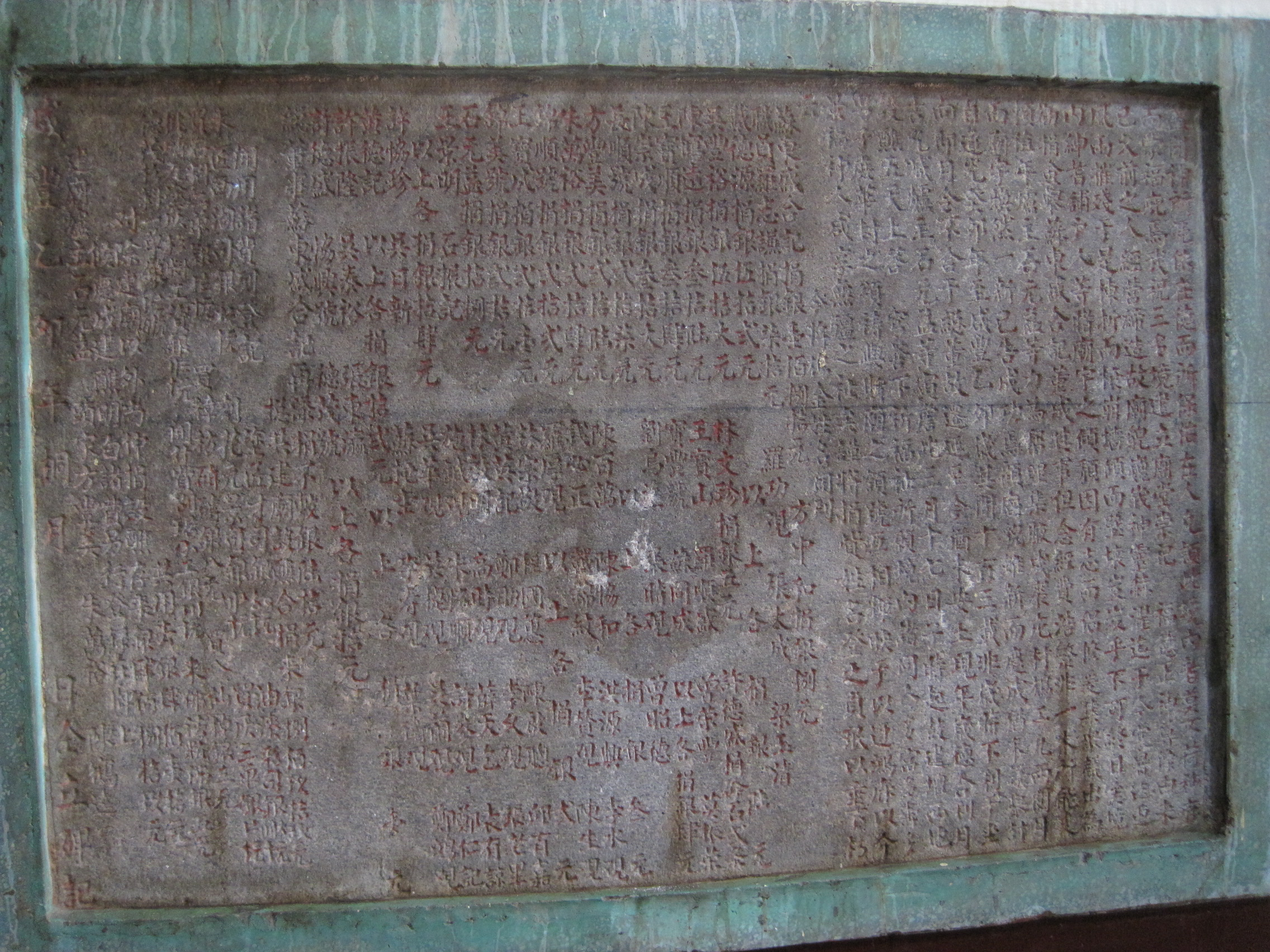
重修祝三多福德祠碑記

日昭和七年（1932年），由許朝水再次發起重修。二次大戰後，民國卅九年（1950年）管理人許麗玉再次發起重修，民國九十六年（2007年）再修而成今貌。

## 祝三多街
過去臺灣府城東安坊的街道之一，現為東門路的一部分，因為是進出東門的要道，在街旁有許多店家屋舍，屋舍後方則是果園、雜林。街名來自「祝三多廟」，根據日治初期的記錄，當時祝三多街人口有56戶，178人。後來該地被劃為東門町二丁目。

## 外部連結
- 臺灣碑碣拓片──重修祝三多福德祠碑記